# Liste der Bodendenkmäler in Gädheim
Auf dieser Seite sind die Bodendenkmäler in der unterfränkischen Gemeinde Gädheim zusammengestellt. Diese Tabelle ist eine Teilliste der Liste der Bodendenkmäler in Bayern. Grundlage ist die Bayerische Denkmalliste, die auf Basis des Bayerischen Denkmalschutzgesetzes vom 1. Oktober 1973 erstmals erstellt wurde und seither durch das Bayerische Landesamt für Denkmalpflege geführt wird. Die folgenden Angaben ersetzen nicht die rechtsverbindliche Auskunft der Denkmalschutzbehörde.

Wappen von Gädheim

Diese Liste gibt den Fortschreibungsstand vom 3. Juli 2018 wieder und enthält fünf Bodendenkmäler.

## Bodendenkmäler nach Gemarkung

### Gädheim
| Lage                                                               | Objekt | Akten-Nr.     | Bild |
| ------------------------------------------------------------------ | --- | ------------- | ---- |
| Dorfstraße 24 (Standort)                                           | Untertägige Bauteile der neuzeitlichen St.-Mariä-Himmelfahrt-Kirche (Baudenkmal D-6-74-139-3), Fundamente mittelalterlicher Vorgängerbauten und Körpergräber des Mittelalters und der Neuzeit | D-6-5928-0067 |      |
| Acker südlich der Auffahrt auf die B303 Richtung Coburg (Standort) | Siedlung vor- und frühgeschichtlicher Zeitstellung | D-6-5927-0136 |      |
| Acker südwestlich des Dorfes nahe dem Main (Standort)              | Siedlung vor- und frühgeschichtlicher Zeitstellung | D-6-5928-0026 |      |

### Greßhausen
| Lage                    | Objekt | Akten-Nr.     | Bild |
| ----------------------- | --- | ------------- | ---- |
| Kirchgasse 4 (Standort) | Fundamente eines spätmittelalterlichen Vorgängerbaus der 1823 erbauten Wallfahrtskirche St. Jakob und „Maria vom Sieg“ (Baudenkmal D-6-74-139-8) | D-6-5928-0069 |      |

### Ottendorf
| Lage                     | Objekt | Akten-Nr.     | Bild |
| ------------------------ | --- | ------------- | ---- |
| Lindenplatz 4 (Standort) | Untertägige Bauteile der spätmittelalterlichen bis neuzeitlichen St.-Jodok-Kirche (Baudenkmal D-6-74-139-22), Fundamente eines hochmittelalterlichen Vorgängerbaus sowie Körpergräber des Mittelalters und der Neuzeit | D-6-5928-0071 |      |